# Дом Рокотова
Дом Ф. С. Ро́котова — жилой дом XVIII века в Москве на Старой Басманной, 30/1.

## История
В XVIII веке на месте современного дома располагалась деревянная усадьба, связанная с именем знаменитого русского художника Ф. С. Рокотова. Здесь располагалась и мастерская, где живописец активно работал.
25 июля 1785 года академик Императорской Академии художеств приобретает участок на Старой Басманной улице, но уже в 1789 продаёт его Анне Петровне Шереметевой и переезжает на Воронцовскую улицу. Точных сведений о том, что дом к этому времени был окончательно достроен, не сохранилось. Впервые здание появилось на плане 1803 года. Тогда оно было одноэтажным, второй этаж был возведён лишь в XIX веке.
В 1836 году главный дом усадьбы был снесён, на его месте полковник В. Ф. Святловский возвёл новый. Однако, и он в XX веке был сломан.
В начале XX века владельцем здания стал почётный потомственный гражданин Василий Иванович Соколов. Приблизительно после 1908 года этот участок перешёл во владение Шиллера Адольфа Фридриховича.
Сохранившийся до наших дней двухэтажный флигель является объектом культурного наследия федерального значения.
Капитально отреставрирован в 2015 г. 